# Les Poulières
Les Poulières é uma comuna francesa na região administrativa do Grande Leste, no departamento de Vosges. Estende-se por uma área de 2.98 km². Em 2010 a comuna tinha 260 habitantes (densidade: 87,2 hab./km²).